# Erik Aresta
Erik Aresta (ur. 17 września 1971 w Rymawskiej Sobocie) – słowacki wokalista i kompozytor.
Był członkiem zespołu Maduar. Wraz z Barbarą Haščákovą stworzył duet MC Erik & Barbara, który cieszył się wielką popularnością w latach 90. XX wieku. W 1995 roku wydali swój debiutancki album pt. U Can‘t Stop.

## Dyskografia

### Albumy
Maduar
- 1994 I Feel Good – Prolux Records, CD

MC Erik & Barbara
- 1995 U Can’t Stop – Polygram, MC, CD[5]
- 1996 Second – Polygram, CD[5]
- 1996 U Can't Stop 96' version – Polygram, CD[5]
- 1997 Second and More – Polygram, CD[5]
- 1999 Gold – zlaté hity – Polygram, CD[5]
- 2010 2010 – Trustia, CD[5]

Erik Aresta
- 1997 Just the music – PolyGram, CD
- 2000 Dotkni sa ma – BMG, CD

Inne
- 1995 Bratislavská beatová omša '95 – „Vianočný čas je Christmas Time“ – PolyGram, CD